# 外交官

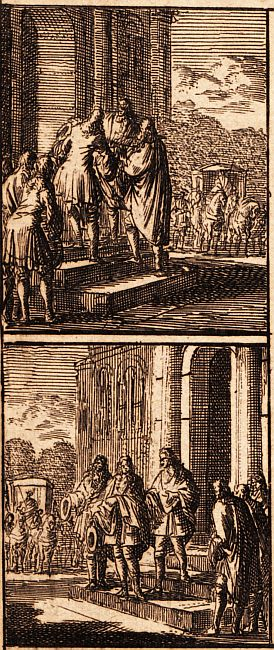
1700年的荷蘭外交官版畫

外交官是一个国家办理外交事务的人员，通常為隸屬該國外交部的公務員。外交官的任务是代表他的国家与其他国家进行双边或多边谈判。駐外外交官有临时性的、只为商讨特定事务而赴外者，也有常驻於另一个国家者。常驻外交官的办公地一般是大使馆或领事馆。常驻外交官往往还有为本国公民提供服务或管理本国公民事务的任务。往往也有外交官在他国从事间谍或其他情报工作，这种行動一般視為对駐在国不友好的做法。

## 職務權責
按照1961年4月18日签署的《维也纳外交关系公约》，外交官在他国享受豁免权，其所在的国家不允许将外交官加以逮捕、扣留或审问，若該外交官有犯罪等行為，僅能將其驅逐出境。外交官在进出国界时不受海关搜查，也不必交关税，並於其驻在地享有治外法权。
当两国因宣战或其他原因断绝外交关系时，或驻在国的局势紧张、无法保障外交官的安全时，外交官通常會撤離。两个国家之间的外交关系恶化时，召回驻他国的首席外交官（大使）、驅逐駐在國的外交官或者降低外交等级，一般而言是代表一种对他国表示非常不满的姿态，最嚴重時則會斷交。

## 外交代表的等级
狭义的外交代表仅指担任常驻外交使节的使馆馆长，广义的则包括一切具有外交代表性质的正式外交人员，除使馆馆长外，还有参赞、秘书、武官、专员以及特别使团的特使等。
根據1815年維也納會議上通過的《關於外交人員等級的章程》，外交代表分為4類：

### 特命全权大使
特命全权大使，簡稱大使，是等级最高的外交代表。原为君主制国家中一国君主向另一国君主派出的全权代表，对外代表君主本人，享有极大的决定权。后成为国家首脑之间互派的最高外交代表。

### 特命全权公使
特命全权公使，為等级低于大使的外交代表。原为君主制国家的元首向共和制国家的政府派出的全权代表，后演变为大国向小国派出的外交代表。第二次世界大战后，根据所有国家不分大小一律平等的原则，各国开始向所有建交国家派遣大使。

### 常駐公使
常駐公使是等级低于全權公使的外交代表。此類公使與特命全權公使不同，不是使館館長，不由派遣國元首向接受國派遣，而是使館中僅次於特命全權大使、公使及一級的外交官，其任命不需事先取得接受國同意。

### 代办
代办来自法文，原意为大使或公使不在任所时临时负责外交事务的外交代表，后在维也纳会议中规定为等级最低的外交代表。相当于一国外交部向另一国外交部派出的使节。

## 其他外交官员
- 公使：大使馆中的官员级别，不同于担任使領館館長的特命全权公使。
- 公使衔參事、參事（参赞）：參事的外交地位仅次于大使、公使。參事还分为公使衔參事、參事，或一等参赞、二等參贊等。參事的主要任务是协助使馆馆长进行工作，使馆馆长因故缺位时，通常由作为首席政务參事担任临时代办，代为主持馆务。有些使馆除政务參事外，还设有商务參事、经济參事（瑞典语：Ekonomiskt råd）、农业參事、科技參事、教育參事、文化參事、法律參事（瑞典语：Rättsråd），分别由派遣国有关部门派出。
- 一等秘书
- 二等秘书
- 三等秘书
- 驻外武官：代表本国軍隊派署在駐外使館，与駐在国的軍隊或國防部門进行联系的軍官。武官的任命需要得到驻在国的同意。
- 領事
- 随员、專員 (外交)、主事

## 领事
领事是指一国政府派驻另一国，维护本国利益，保护本国公民及法人合法权益的官员，驻外领事馆是其工作机构。领事官员是一国政府同居住在国外的本国公民的重要联系枢纽。驻外大使馆通常设立领事部，并指派外交官员负责领事事务。领事官员分为总领事、领事、副领事、名誉领事等级别。有些国家的领事官员还可以由外国人来担任。
有别于外交官员，领事其不享有外交豁免权，但是在一定范围内不受驻在国的裁判权管辖，如通信权益、免税权益等。
根据《维也纳领事关系公约》的规定，领事官员的职责主要包括以下几个方面：
- 促进派遣国与驻在国关系的发展，增进相互了解。
- 为本国公民颁发、换發、补发护照等身份证件；为前往或途经本国的外国公民颁发签证。
- 担任民事登记员和公证人，包括接受有关国籍问题的申请；登记本国公民的结婚、出生、死亡；为本国公民及外国公民出具文书；认证本国和驻在国有关当局所颁发文书上的签字和印章等。
- 处理有关本国公民遗产的事务。
- 监督和检查具有本国国籍的船舶、飞机、火车、汽车等交通运输工具并向其提供必要的协助。特别是接受国当局对其采取强制措施时。